# Stubbins Ffirth
Stubbins Ffirth (1784-1820) fue un médico estadounidense que destacó por sus inusuales investigaciones sobre la causa de la fiebre amarilla. Teorizó que la enfermedad no era contagiosa, creyendo que el descenso de casos durante el invierno demostraba que era más probable que fuera resultado del calor y el estrés de los meses de verano. Aunque tenía razón al señalar que la fiebre amarilla era mucho más frecuente en verano, la explicación de Ffirth resultó ser incorrecta. Seis décadas después de su muerte, el científico cubano Carlos Juan Finlay descubrió la relación entre la fiebre amarilla y los mosquitos portadores de la enfermedad.

## Trabajos
La epidemia de fiebre amarilla de 1793, el mayor brote de la enfermedad en la historia de Estados Unidos, mató a 5.000 personas en Filadelfia, Pensilvania, aproximadamente el 10% de la población. Ffirth ingresó en la Universidad de Pensilvania en 1801 para estudiar medicina, y en su tercer año empezó a investigar la enfermedad que tan significativamente había afectado a la zona. En aquella época se desconocían las causas de la fiebre amarilla, y Ffirth se propuso demostrar que no era contagiosa. Estaba tan seguro de su teoría que empezó a realizar experimentos consigo mismo.
Ffirth decidió entrar en contacto directo con fluidos corporales de personas infectadas por la fiebre amarilla. Empezó haciéndose incisiones en los brazos y untando vómito infectado en los cortes; luego procedió a verterlo en sus globos oculares. Siguió intentando infectarse friendo el vómito e inhalando los vapores y, finalmente, cuando no enfermó, recurrió a beber el vómito sin diluir. Para demostrar que otros fluidos corporales daban los mismos resultados, Ffirth pasó del vómito a untarse también el cuerpo con sangre, saliva y orina. Aun así, no contrajo la enfermedad, lo que consideró una prueba de su hipótesis de que la fiebre amarilla no era contagiosa. Sin embargo, más tarde se supo que las muestras utilizadas por Ffirth para sus experimentos procedían de pacientes en fase avanzada que ya no estaban contaminados por el virus.
Ffirth publicó sus hallazgos en su tesis de 1804, A Treatise on Malignant Fever; with an Attempt to Prove its Non-contagious Non-Malignant Nature («Tratado sobre la fiebre maligna; con un intento de demostrar su naturaleza no contagiosa y no maligna»).